# Benthamia cinnabarina
Benthamia cinnabarina är en orkidéart som först beskrevs av Robert Allen Rolfe, och fick sitt nu gällande namn av Joseph Marie Henry Alfred Perrier de la Bâthie. Benthamia cinnabarina ingår i släktet Benthamia och familjen orkidéer. Inga underarter finns listade i Catalogue of Life.